# Corneliu Vadim Tudor
Corneliu Vadim Tudor (ur. 28 listopada 1949 w Bukareszcie, zm. 14 września 2015 tamże) – rumuński dziennikarz i polityk, współzałożyciel i długoletni lider Partii Wielkiej Rumunii, parlamentarzysta krajowy, poseł do Parlamentu Europejskiego VII kadencji.

## Życiorys
Pochodził z rodziny robotniczej. Jego ojciec Ilie pracował jako krawiec; był wyznawcą baptyzmu, który przeszedł na prawosławie. W 1971 ukończył studia na wydziale filozoficznym Uniwersytetu Bukareszteńskiego, pisząc pracę dyplomową z zakresu socjologii religii. Służbę wojskową odbył w 1975 w szkole oficerów rezerwy w Bukareszcie. W latach 1978–1979 studiował w Wiedniu. Od 1968 pracował jako dziennikarz, wydawca i poeta. Wydawał pismo „România Liberă” i współtworzył agencję prasową Agerpress. W 2003 na wydziale historii Uniwersytetu w Krajowie obronił doktorat. Był autorem tomików poezji i komentarzy politycznych.
Karierę polityczną rozpoczął w latach 90. W czerwcu 1990 wraz z pisarzem Eugenem Barbu założył pismo „România Mare”. W 1992 uzyskał mandat senatora. W Senacie zasiadał nieprzerwanie do 2008, od 2004 pełnił funkcję jego wiceprzewodniczącego. Od czasu założenia w 1991 stał na czele Partii Wielkiej Rumunii, określonej jako skrajnie prawicowa, prezentująca retorykę nacjonalistyczną, antyżydowską i antywęgierską. W lipcu 2013 został pozbawiony funkcji przewodniczącego i usunięty z partii. Corneliu Vadim Tudor zaskarżył podjętą decyzję do sądu, który uznał ją za bezprawną.
W 1996 po raz pierwszy startował w wyborach na prezydenta Rumunii, zdobywając 3,6% głosów. Cztery lata później poparło go 27% głosujących, co pozwoliło mu przejść do drugiej rundy wyborów, w której przegrał z postkomunistą Ionem Iliescu. Porażkę tę określił jako „największe fałszerstwo w dziejach” i „zwycięstwo Antychrysta”. W czasie kampanii wyborczej postulował wprowadzenie w Rumunii „dyktatury prawa”, co miało oznaczać m.in. deportacje ludzi, prowadzących „działalność antyrumuńską”, przywrócenie kary śmierci w określonych wypadkach, wychowywanie młodzieży na „narodowych placach budów”, renacjonalizację kopalni, finansowanie rolnictwa przez państwo. Starając się o urząd prezydencki po raz trzeci w 2004, zdobył 12,57% głosów.
W maju 2009 ogłosił start w wyborach prezydenckich w listopadzie tego samego roku. Zajął w nich 4. miejsce, zdobywając 540 380 głosów (5,56% poparcia wśród głosujących).
Wcześniej w tym samym roku uzyskał mandat posła do Parlamentu Europejskiego VII kadencji. Pozostał deputowanym niezrzeszonym, został członkiem Komisji Kultury i Edukacji. Zakończył kadencję w 2014, w tym samym roku ponownie ubiegał się o prezydenturę, przegrywając w pierwszej turze z wynikiem 3,68% głosów.
Był żonaty, miał dwoje dzieci, w tym córkę Lidię Vadim Tudor (która również została politykiem). Zmarł na atak serca.

## Odznaczenia
- Kawaler Orderu Gwiazdy Rumunii – 2004[9]